# Бенедини, Франко
Фра́нко Бенеди́ни (итал. Franco Benedini; 7 июня 1978, Кремона) — итальянский гребец-байдарочник, выступал за сборную Италии на всём протяжении 2000-х годов. Участник летних Олимпийских игр в Пекине, бронзовый призёр чемпионата мира, двукратный бронзовый призёр чемпионатов Европы, победитель многих регат национального и международного значения.

## Биография
Франко Бенедини родился 7 июня 1978 года в городе Кремона одноимённой провинции. Активно заниматься греблей начал с раннего детства, проходил подготовку в Риме, состоял в столичном спортивном клубе G.S. Fiamme Gialle.
Первого серьёзного успеха на взрослом международном уровне добился в 2002 году, когда попал в основной состав итальянской национальной сборной и побывал на чемпионате Европы в венгерском Сегеде, откуда привёз награду бронзового достоинства, выигранную в зачёте четырёхместных байдарок на дистанции 500 метров. В сезоне 2005 года выступил на чемпионате мира в хорватском Загребе, где стал бронзовым призёром в четвёрках на пятистах метрах.
В 2008 году Бенедини добавил в послужной список бронзовую награду, полученную в километровой гонке четырёхместных экипажей на домашнем европейском первенстве в Милане. Благодаря череде удачных выступлений удостоился права защищать честь страны на летних Олимпийских играх в Пекине — стартовал здесь в четвёрках на тысяче метрах совместно с такими гребцами как Антонио Росси, Альберто Риккетти и Лука Пьемонте, благополучно дошёл до финальной стадии турнира, но в решающем заезде финишировал лишь четвёртым, немного не дотянув до призовых позиций. Вскоре по окончании этих соревнований принял решение завершить карьеру профессионального спортсмена, уступив место в сборной молодым итальянским гребцам.